# Революционно-романтический оркестр
Революционно-романтический оркестр (фр. Orchestre Révolutionnaire et Romantique) — британский камерный оркестр, исполняющий академическую музыку на основе принципов аутентизма. Основан в 1989 г. Джоном Элиотом Гардинером и работает под его руководством. Штаб-квартира оркестра находится в Лондоне.
В отличие от другого проекта Гардинера, камерного оркестра «Английские барочные солисты», Революционно-романтический оркестр специализируется на историческом исполнении музыки XIX века. Наиболее масштабные проекты оркестра связаны с именами Бетховена и Брамса. Все симфонии Бетховена были записаны оркестром, кроме того, в 2003 г. при участии оркестра телекомпания BBC сняла художественно-документальный фильм о сочинении Бетховеном Героической симфонии. В 2007—2008 гг. Революционно-романтический оркестр при участии также возглавляемого Гардинером Хора Монтеверди дал цикл из 28 концертов, в ходе которых чередовались пять программ, составленных из произведений Брамса; высокую оценку специалистов получила также запись Скрипичного концерта Брамса с солисткой Викторией Мулловой.
На протяжении всей истории оркестра он много работает также с произведениями Гектора Берлиоза. В частности, Фантастическая симфония была исполнена оркестром и записана как видеофильм в том же старом здании Парижской консерватории, где в 1830 г. состоялась её премьера. А 3 октября 1993 года в Бремене Революционно-романтический оркестр под управлением Гардинера, Хор Монтеверди и солисты — сопрано Донна Браун, тенор Жан Люк Виала и бас Жиль Кашмай — впервые после 166-летнего перерыва исполнили Торжественную мессу Берлиоза, считавшуюся утраченной и обнаруженную годом ранее.
Среди других композиторов, чью музыку оркестр активно исполняет и записывает, — Роберт Шуман, Карл Мария фон Вебер, Феликс Мендельсон, Джузеппе Верди.